# Southaven
Southaven es una ciudad del Condado de DeSoto, Misisipi, Estados Unidos. Según el censo de 2000 tenía una población de 28.977 habitantes y una densidad de población de 331.2 hab/km². Esta al norte del estado, junto a la frontera con Tennessee, y muy pocos kilómetros al este del río Misisipi que la separa de Arkansas.

## Demografía
Según el censo de 2000, había 28.977 personas, 11.007 hogares y 8.134 familias residiendo en la localidad. La densidad de población era de 331,2 hab./km². Había 11.462 viviendas con una densidad media de 131,0 viviendas/km². El 90,33% de los habitantes eran blancos, el 6,65% afroamericanos, el 0,32% amerindios, el 0,74% asiáticos, el 0,03% isleños del Pacífico, el 1,13% de otras razas y el 0,80% pertenecía a dos o más razas. El 2,26% de la población eran hispanos o latinos de cualquier raza.
Según el censo, de los 11.007 hogares en el 36,8% había menores de 18 años, el 57,1% pertenecía a parejas casadas, el 12,4% tenía a una mujer como cabeza de familia, y el 26,1% no eran familias. El 21,3% de los hogares estaba compuesto por un único individuo, y el 5,7% pertenecía a alguien mayor de 65 años viviendo solo. El tamaño promedio de los hogares era de 2,62 personas y el de las familias de 3,04.
La población estaba distribuida en un 27,2% de habitantes menores de 18 años, un 9,0% entre 18 y 24 años, un 32,5% de 25 a 44, un 22,6% de 45 a 64, y un 8,8% de 65 años o mayores. La media de edad era 33 años. Por cada 100 mujeres había 95,3 hombres. Por cada 100 mujeres de 18 años o más, había 91,7 hombres.
Los ingresos medios por hogar en la localidad eran de 46.691 dólares ($), y los ingresos medios por familia eran 52.333 $. Los hombres tenían unos ingresos medios de 36.671 $ frente a los 26.557 $ para las mujeres. La renta per cápita para la ciudad era de 20.759 $. El 6,7% de la población y el 5,3% de las familias estaban por debajo del umbral de pobreza. El 8,2% de los menores de 18 años y el 6,8% de los habitantes de 65 años o más vivían por debajo del umbral de pobreza.

## Geografía
Según la Oficina del Censo de los Estados Unidos, Southaven tiene un área total de 88,0 km² de los cuales 87,5 km² corresponden a tierra firme y 0,5 km² a agua. El porcentaje total de superficie con agua es 0,62%.